# Jake Clarke-Salter
Jake Liam Clarke-Salter (Carshalton, 22 settembre 1997) è un calciatore inglese, difensore del QPR.

## Caratteristiche tecniche
Difensore centrale dotato di personalità e carisma, è abile nel controllo palla e negli anticipi; è stato paragonato al connazionale John Stones.

## Carriera

### Club
Cresciuto nel settore giovanile del Chelsea, esordisce in prima squadra il 2 aprile 2016, nella partita vinta per 0-4 contro l'Aston Villa. Il 31 agosto viene ceduto in prestito stagionale al Bristol Rovers.
Il 14 luglio 2017 rinnova con i Blues fino al 2021. Dopo aver collezionato una presenze nella prima parte di stagione, l'8 gennaio 2018 passa a titolo temporaneo al Sunderland.

### Nazionale
Ha disputato, giocando 4 partite su sette, il mondiale under-20 del 2017, concluso con la vittoria del torneo.

## Statistiche

### Presenze e reti nei club
Statistiche aggiornate al 6 gennaio 2025.
| Stagione               | Squadra                | Campionato             | Campionato | Campionato | Coppe nazionali | Coppe nazionali | Coppe nazionali | Coppe continentali | Coppe continentali | Coppe continentali | Altre coppe | Altre coppe | Altre coppe | Totale | Totale | Totale |
| Stagione               | Squadra                | Comp                   | Pres       | Reti       | Comp            | Pres            | Reti            | Comp               | Pres               | Reti               | Comp        | Pres        | Reti        | Pres   | Reti   |        |
| ---------------------- | ---------------------- | ---------------------- | ---------- | ---------- | --------------- | --------------- | --------------- | ------------------ | ------------------ | ------------------ | ----------- | ----------- | ----------- | ------ | ------ | ------ |
| 2015-2016              | Chelsea                | PL                     | 1          | 0          | FACup+CdL       | -               | -               | UCL                | -                  | -                  | -           | -           | -           | 1      | 0      |        |
| 2016-2017              | Bristol Rovers         | FL1                    | 12         | 1          | FACup+CdL       | 1+0             | 0               | -                  | -                  | -                  | FLT         | -           | -           | 13     | 1      |        |
| 2017-gen. 2018         | Chelsea                | PL                     | 0          | 0          | FACup+CdL       | 0+1             | 0               | UCL                | -                  | -                  | -           | -           | -           | 1      | 0      |        |
| Totale Chelsea         | Totale Chelsea         | Totale Chelsea         | 1          | 0          |                 | 1               | 0               |                    | -                  | -                  |             | -           | -           | 2      | 0      |        |
| gen.-giu. 2018         | Sunderland             | FLC                    | 11         | 0          | FACup+CdL       | -               | -               | -                  | -                  | -                  | -           | -           | -           | 11     | 0      |        |
| 2018-2019              | Vitesse                | E                      | 29         | 1          | CO              | 4               | 0               | UEL                | 4                  | 0                  | -           | -           | -           | 37     | 1      |        |
| 2019-2020              | Birmingham City        | FLC                    | 19         | 1          | FACup+CdL       | 3+1             | 0               | -                  | -                  | -                  | -           | -           | -           | 23     | 1      |        |
| ott. 2020-2021         | Birmingham City        | FLC                    | 10         | 0          | FACup+CdL       | 1+0             | 0               | -                  | -                  | -                  | -           | -           | -           | 11     | 0      |        |
| Totale Birmingham City | Totale Birmingham City | Totale Birmingham City | 29         | 1          |                 | 5               | 0               |                    | -                  | -                  |             | -           | -           | 34     | 1      |        |
| 2021-2022              | Coventry City          | FLC                    | 29         | 0          | FACup+CdL       | 2+0             | 0               | -                  | -                  | -                  | -           | -           | -           | 31     | 0      |        |
| 2022-2023              | QPR                    | FLC                    | 16         | 0          | FACup+CdL       | 0               | 0               | -                  | -                  | -                  | -           | -           | -           | 16     | 0      |        |
| 2023-2024              | QPR                    | FLC                    | 33         | 1          | FACup+CdL       | 0               | 0               | -                  | -                  | -                  | -           | -           | -           | 33     | 1      |        |
| 2024-2025              | QPR                    | FLC                    | 11         | 0          | FACup+CdL       | 1+2             | 0               | -                  | -                  | -                  | -           | -           | -           | 14     | 0      |        |
| Totale QPR             | Totale QPR             | Totale QPR             | 60         | 1          |                 | 3               | 0               |                    | -                  | -                  |             | -           | -           | 63     | 1      |        |
| Totale carriera        | Totale carriera        | Totale carriera        | 171        | 4          |                 | 16              | 0               |                    | 4                  | 0                  |             | -           | -           | 191    | 4      |        |

## Palmarès

### Club

#### Competizioni giovanili
- FA Youth Cup: 2

Chelsea: 2014-2015, 2015-2016
- UEFA Youth League: 2

Chelsea: 2014-2015, 2015-2016

### Nazionale

#### Competizioni giovanili
- Campionato mondiale Under-20: 1

Corea del Sud 2017